# لاکهارت (تگزاس)
لاکهارت، تگزاس(به انگلیسی: Lockhart, Texas) شهری در ایالت تگزاس از ایالات جنوبی ایالات متحده آمریکا است. در سرشماری سال ۲۰۰۰، جمعیت این شهر ۱۱۶۱۵ نفر اعلام شد.
عمارت دادگستری شهرستان کالدول در اینجا قرار دارد.